# Aechmea digitata
Aechmea digitata är en gräsväxtart som beskrevs av Lyman Bradford Smith och Robert William Read. Aechmea digitata ingår i släktet Aechmea och familjen Bromeliaceae. Inga underarter finns listade i Catalogue of Life.